# Het witte beeld
Het witte beeld is het derde verhaal uit de reeks Dag en Heidi.  Het verhaal verscheen integraal in weekblad Ohee nummer 246 op 30 december 1967. Het verhaal verscheen ook integraal in de zesde Kapoentjesomnibus alsook een ander Dag en Heidi-verhaal De tiran.

## Personages
- Dag
- Heidi
- Werner
- Wanna
- Ellen
- Tore
- Diederiek
- Hilde

## Verhaal
Dag en Heidi zijn op vakantie bij het echtpaar Werner en Hilde die een hoeve met een kudde schapen bezitten. Door een beer zijn ze echter al verschillende schapen verloren. Werner gaat samen met de kinderen en een jachthond op berenjacht. Ze slagen om de beer en berin te doden, maar Werner raakt flink gewond aan de schouder. Ze gaan naar de oude kruidenvrouw Wanna die de wonde verzorgt. Wanna wil Werner in haar hut laten rusten en de nacht laten doorbrengen. Werner weigert dit en wil zo snel mogelijk weer naar huis. Ondanks de waarschuwingen van Wanna besluit hij toch de binnenweg te nemen langs het witte kasteel. Ze moeten echter al snel op hun stappen terugkeren en toch langs de normale weg gaan omdat er een flinke wind waait in de buurt van het kasteel.
's Anderendaags vertelt Werner de legende van het witte kasteel aan de kinderen. De kasteelheer van destijds had geen nakomelingen en zijn enige erfgenaam was zijn neef Tore, die erg verkwistend was. De kasteelheer wilde vermijden dat het fortuin in de handen van zijn neef kwam en nam een weesmeisje Ellen aan. Dit meisje was hem erg dankbaar en ze hadden het goed samen. Helaas zon Tore op wraak en liet het meisje verdwijnen. Ook Tore zelf verdween spoorloos. De kasteelheer liet een beeld oprichten dat Ellen voorstelde. Hij stierf ten slotte van verdriet.
Als dorpeling Diederiek op een nacht naar huis gaat via de weg langs het kasteel hoort hij kindergezang. Het blijkt van het beeld van Ellen te komen, haar mond beweegt en tranen rollen over haar wangen. Als Werner dit nieuws hoort wil hij dit mysterie verder onderzoeken. Samen met Dag trekt hij naar het kasteel al heel vroeg. Ze worden niet veel wijzer, want de betovering blijkt gedurende de dag niet te werken. Dag vindt echter een toverboek. 's Nachts zijn ze echter getuige van hetzelfde fenomeen als Diederiek eerder waarnam.
Als Dag nog wat gaat slapen omwille van de korte nacht ervoor, vindt Heidi het toverboek. Ze komt erachter dat het witte beeld wel degelijk Ellen is, betoverd door een spreuk van Tore. Impulsief trekt Heidi naar het kasteel en voert de instructies in het boek uit alzo de betovering verbrekend. Ellen komt tot leven maar wordt onzichtbaar evenals Heidi. Dag voelt via een droom dat Heidi in moeilijkheden is en trekt naar het kasteel. Door een vergissing brengt hij echter ook Tore terug die allerminst berouw heeft over zijn daden. Via het toverboek wil Tore opnieuw de macht verwerven, maar de bomen in het bos beletten hem om het te kunnen vatten. Uiteindelijk legt Tore het loodje omdat de bliksem in een boom slaat die vervolgens op hem valt.
Om Heidi en Ellen weer zichtbaar te maken, weet Wanna de oplossing. Ellen vergezeld van Heidi en Dag moet tot de vogels spreken zoals ze vroeger altijd deed als ze hen te eten wilde geven. Hoewel de vogels Ellen niet zien, herkennen ze wel haar stem en komen uiteindelijk uit de handen van Dag eten. Een van de vogels geeft hem een briefje met de toverspreuk. Via die toverspreuk maakt Wanna de meisjes weer zichtbaar.